# وویکوویچه
وویکوویچه (به صربی: Vojkoviće) یک منطقهٔ مسکونی در صربستان است که در نووی پازار واقع شده‌است.